# Ultra-violence
ultra-violence®（アルトラバイオレンス）は、日本のファッションデザイナー・大久保潤が2001年に発表したブランド（ブランド自体は2000年からのスタートとなるが、当時はTシャツのみの展開であったため、本格的なファッションブランドとしてのスタートは2001年からとなる）。有限会社ホームドルーグが展開する。
ブランド名である「ultra-violence®」というネーミングは、直接的な暴力のイメージではなく、感覚に対する強烈なイメージという「超暴力」の意。

## 概略
1998年に独立した大久保はHOMEと名乗ってアンダーグラウンドで活動を始め、1999年にデザイン事務所「有限会社ホームドルーグ」を設立し、数々のストリートブランド、ビデオクリップやエディトリアル、レコードジャケットのアートディレクション、グラフィックデザインを手掛け、2001年より本格的に自身のアパレルブランドを始動させる。
ブランドシンボルに「∧」の記号を掲げる。装飾やギミックが多くても、全体的にシンプルなデザインが特長。今までに無い新構造の服を創り出している。すべてを自社で制作することと、日本での製作を信条としている。

## 「ジョジョの奇妙な冒険」×「ultra-violence®」コラボレートライン
- 2007年12月 「ジョジョの奇妙な冒険」とのコラボレートカットソー「Sticky Fingers Buccellati」をリリース。ジッパーのスライダーヘッドは、『スティッキー・フィンガーズ』で殴られた時に付くものと同じデザインになっている。デザインモチーフは作中第5部に登場するブローノ・ブチャラティの着ているスーツと同じ柄が入っている。同タイプの無地モデルも同時にリリースされた。これを機にジョジョの奇妙な冒険の数々のオフィシャルアイテムをリリースする事になる。
- 2008年3月 「ジョジョの奇妙な冒険」とのコラボレートTシャツ全4型をリリース。
  - 「KILLER QUEEN SHEER HEART ATTACK」作中第4部に登場する吉良吉影のスタンド「キラー・クイーン」の能力「シアーハートアタック」がモチーフ。
  - 「JOJO ZOMBIES」伝説のロックバンドのメンバー名がついた屍生人4人がモチーフ。
  - 「WEATHER REPORT」作中第6部に登場するウェザー・リポートのスタンド「ウェザー・リポート」がモチーフ。
  - 「DEATH 13」作中第3部に登場するマニッシュ・ボーイのスタンド「デス・サーティーン」がモチーフ。
- 2008年4月 「ジョジョの奇妙な冒険」とのコラボレートTシャツ全4型をリリース。
  - 「SILVER CHARIOT REQUIEM」作中第5部に登場するジャン＝ピエール・ポルナレフのスタンド「シルバー・チャリオッツ・レクイエム」がモチーフ。
  - 「EMPEROR」作中第3部に登場するホル・ホースのスタンド「エンペラー」がモチーフ。
  - 「石仮面」作中に登場する石仮面がモチーフ。
  - 「HEAVEN'S DOOR」作中第4部に登場する岸辺露伴のスタンド「ヘヴンズ・ドアー」がモチーフ。
- 2008年4月 「ジョジョの奇妙な冒険」とのコラボレートTシャツ「EBONY DEVIL」をモバコレ限定モデルとしてリリース。作中第3部に登場する"呪いのデーボ"のスタンド「エボニー・デビル」がモチーフ。
- 2008年4月 「ジョジョの奇妙な冒険」とのコラボレートTシャツ「石仮面 -覚醒-」をBEAMS T 限定モデルとしてリリース。作中に登場する石仮面がモチーフ。
- 2008年5月 「ジョジョの奇妙な冒険」とのコラボレートポロシャツ「SEX PISTOLS」を「No.1」から「No.4」を抜いた「No.7」までの全6型でリリース。作中第5部に登場するグイード・ミスタのスタンド「セックス・ピストルズ」がモチーフ。
- 2008年10月 「ジョジョの奇妙な冒険」とのコラボレートブローチ全2型をリリース。
  - 「Jotaro's symbol」作中第3部に登場する空条承太郎が帽子に付けていた「手のひら型のブローチ」がモチーフ。
  - 「Giovanna's symbol」作中第5部に登場するジョルノ・ジョバァーナが上着に付けていた「てんとう虫型のブローチ」がモチーフ。
- 2008年11月 「ジョジョの奇妙な冒険」とのコラボレートタイ「KILL・A’s tie」をリリース。作中第4部に登場する吉良吉影が身に付けているネクタイがモチーフ。
- 2009年3月 「ジョジョの奇妙な冒険」とのコラボレートTシャツ全7型をリリース。
  - 「THE WORLD」作中に一貫して登場するディオ・ブランドーのスタンド「ザ・ワールド」がモチーフ。
  - 「VANILLA ICE」作中第3部に登場するヴァニラ・アイスのスタンド「クリーム」がモチーフ。
  - 「IGGY」作中第3部に登場するイギーとそのスタンド「ザ・フール」がモチーフ。
  - 「HERB CAT」作中第4部に登場する猫草「ストレイ・キャット」がモチーフ。
  - 「THE HAND」作中第4部に登場する虹村億泰のスタンド「ザ・ハンド」がモチーフ。
  - 「PROSCIUTTO」作中第5部に登場するプロシュートのスタンド「グレイトフル・デッド」がモチーフ。
  - 「JOHNNY JOESTAR」「STEEL BALL RUN」の作中に登場するジョニィ・ジョースターがモチーフ。
- 2009年5月 「ジョジョの奇妙な冒険」とのコラボレートTシャツ「ECHOES」をBEAMS T 限定モデルとしてリリース。作中に登場する広瀬康一のスタンド「エコーズ」がモチーフ。
- 2009年8月 「ジョジョの奇妙な冒険」とのコラボレートパーカー「STICKY FINGERS Parka Single」と「STICKY FINGERS Parka Double」をリリース。ジッパーのスライダーヘッドは、2007年発売のカットソーと同じく『スティッキー・フィンガーズ』で殴られた時に付くものと同じデザインになっているが、さらに改良が加えられている。作中第5部に登場するブローノ・ブチャラティの着ているスーツと同じ柄がジャガードで入っている。
- 2009年10月 「STEEL BALL RUN」とのコラボレートブローチ「STEEL BALL RUN Brooch」をリリース。作中の「スティール・ボール・ラン・レース」の参加賞として配布されるバッジがモチーフ。1890年当時のデッドストックのような風合いを持たせた作りになっている。
- 2010年1月 「ジョジョの奇妙な冒険」作中第5部に登場するナランチャ・ギルガのスタンド「エアロスミス」の総柄シャツ、ハーフパンツ、クロップドパンツをリリース。
  - 「Aerosmith Narancia Ghirga B.D Shirts」「エアロスミス」の総柄ボタンダウンシャツ。
  - 「Aerosmith Narancia Ghirga Half Pants + 3/4 Leggingss」「エアロスミス」の総柄ハーフパンツ。ナランチャ柄のショートレギンスとセットとなっている。
  - 「Aerosmith Narancia Ghirga Cropped Pants」「エアロスミス」の総柄クロップドパンツ。
- 2010年2月 「ジョジョの奇妙な冒険」「STEEL BALL RUN」「バオー来訪者」「魔少年ビーティー」「ドルチ 〜 ダイハード・ザ・キャット 〜」とのコラボレートアイテム全9型をリリース。
  - 「TUSK」「STEEL BALL RUN」の作中に登場するジョニー・ジョースターのスタンド「タスク」がモチーフ。
  - 「D4C」「STEEL BALL RUN」の作中に登場するファニー・ヴァレンタインのスタンド「D4C」がモチーフ。
  - 「SOUNDMAN」「STEEL BALL RUN」の作中に登場するサンドマンのスタンド「イン・ア・サイレントウェイ」がモチーフ。
  - 「Blackmore」「STEEL BALL RUN」の作中に登場するブラックモアのスタンド「キャッチ・ザ・レインボー」がモチーフ。
  - 「Nrancia Ghirga」「ジョジョの奇妙な冒険」の作中第5部に登場するナランチャ・ギルガのスタンド「エアロスミス」がモチーフ。
  - 「DOLCE」「ドルチ 〜 ダイハード・ザ・キャット 〜」の作中に登場する猫、ブリティッシュ バイカラー ショートヘアーの雑種、ドルチがモチーフ。
  - 「BAOH」「バオー来訪者」の作中に登場する生物兵器「バオー」に寄生された橋沢育朗の変身後の姿がモチーフ。
  - 「NOZZO」「バオー来訪者」の作中に登場する新生物サニー・ステファン・ノッツォがモチーフ。
  - 「COOL SHOCK B.T.」「魔少年ビーティー」の作中に登場する様々なキャラクターや幾何学模様をモチーフにしたコラージュになっている。
- 2010年3月 「ジョジョの奇妙な冒険」作中第5部に登場するナランチャ・ギルガのスタンド「エアロスミス」のオープンカラーシャツ「Aerosmith Narancia Ghirga Open Shirts」をリリース。
- 2010年4月 荒木飛呂彦の事務所「LUCKY LAND COMMUNICATIONS」のオフィシャルポロシャツ「LUCKY LAND COMMUNICATIONS POLO」をリリース。
  - 「TUSK POLO」「STEEL BALL RUN」の作中に登場するジョニー・ジョースターのスタンド「タスク」がモチーフのポロシャツをリリース。
- 2010年7月 「STEEL BALL RUN」作中に登場するリンゴォ・ロードアゲインのスタンド「マンダム」をモチーフにしたロングスリーブカットソー「MANDAM」をリリース。カットソー本体はプリントを途切れさせないために前後の袖と身頃がつながった特殊な形状になっている。
- 2010年7月 「ジョジョの奇妙な冒険」とのコラボレートロングスリーブTシャツ全4型をリリース。
  - 「HEAVEN'S DOOR Long Sleeve T-Shirt」作中第4部に登場する岸辺露伴のスタンド「ヘヴンズ・ドアー」がモチーフ。
  - 「ECHOES Long Sleeve T-Shirt」作中第4部に登場する広瀬康一のスタンド「エコーズ」がモチーフ。
  - 「HERB CAT Long Sleeve T-Shirt」作中第4部に登場する猫草「ストレイ・キャット」がモチーフ。
  - 「WEATHER REPORT Long Sleeve T-Shirt」作中第6部に登場するウェザー・リポートのスタンド「ウェザー・リポート」がモチーフ。
- 2010年8月 「ジョジョの奇妙な冒険」作中第5部に登場するナランチャ・ギルガのスタンド「エアロスミス」の総柄シャツ、パンツ、ジャケットをリリース。同年1月にリリースした配色とは異なった新色になる。
  - 「B.D.U. Jacket」「エアロスミス」の総柄M-65フィールドジャケット。
  - 「B.D.U. Shirts」「エアロスミス」の総柄ボタンダウンシャツ。
  - 「B.D.U. Pants」「エアロスミス」の総柄8ポケットアーミーパンツ。
- 2010年10月 「ジョジョの奇妙な冒険」とのコラボレートブローチ「KILLER QUEEN Brooch」をリリース。作中第4部に登場する吉良吉影のスタンド「キラー・クイーン」のシンボルがモチーフ。表面は爆発後の煤汚れを表現したものになっている。
- 2010年10月 荒木飛呂彦の事務所「LUCKY LAND COMMUNICATIONS」のオフィシャルブローチ「LUCKY LAND COMMUNICATIONS Brooch」をリリース。
- 2011年2月 「ジョジョの奇妙な冒険 Part.3 〜スターダストクルセイダース〜」からコラボレートTシャツ全3型をリリース。
  - 「A PARTY of HEROES」作中第3部の主要キャラクターである空条承太郎、ジョセフ・ジョースター、モハメド・アブドゥル、花京院典明、ジャン＝ピエール・ポルナレフ、イギーがモチーフ。
  - 「JUDGEMENT」作中第3部に登場するカメオのスタンド「ジャッジメント」がモチーフ。
  - 「EBONY DEVIL」作中第3部に登場する"呪いのデーボ"のスタンド「エボニー・デビル」がモチーフ。